# Desmodium trichocaulon
Desmodium trichocaulon är en ärtväxtart som beskrevs av Dc. Desmodium trichocaulon ingår i släktet Desmodium och familjen ärtväxter. Inga underarter finns listade i Catalogue of Life.